# Arcangelo Sciannimanico
Arcangelo Sciannimanico (Bari, 8 settembre 1956) è un dirigente sportivo, allenatore di calcio ed ex calciatore italiano, di ruolo centrocampista, direttore tecnico delle formazioni U-14 e U-13 del settore giovanile del Bari.

## Carriera

### Giocatore

#### Bari

Sciannimanico (accosciato, primo da destra) nel Bari 1976-1977

Nato nel quartiere barese di Loseto, Arcangelo "Lello" Sciannimanico esordisce nella stagione 1973-1974 con la maglia del Bari, diventando titolare la stagione successiva, fino al 1978.

#### Sambenedettese, Avellino, Foggia e Reggina
Successivamente la sua carriera si sviluppa tra Serie B e Serie C, esclusa una brevissima parentesi tra le file dell'Avellino in Serie A, nel 1979, senza mai scendere in campo.

#### Salernitana, Ternana, Mantova e Altamura
Contribuisce, da capitano, alla promozione dalla serie C2 alla serie C1 della Ternana nella stagione 1988-1989, segnando tra l'altro uno dei rigori decisivi nello spareggio contro il Chieti giocato allo stadio Dino Manuzzi di Cesena.
Chiude la carriera da calciatore nel 1992 tra le file dell'Altamura, in Serie C2. Vanta 119 presenze e 10 gol in Serie B.

### Allenatore e dirigente

#### Bari
Smessi i panni di calciatore, torna al Bari in qualità di tecnico nelle giovanili, conquistando il Torneo di Viareggio nel 1997 e vincendo successivamente anche la Coppa Italia Primavera ed il Campionato Primavera. Il 2 maggio 2001 sostituisce per le ultime sei giornate l'esonerato Eugenio Fascetti alla guida della prima squadra, ultima in classifica nella massima serie (campionato concluso con la retrocessione in Serie B). Viene confermato la stagione successiva, salvo poi essere esonerato dopo 10 giornate.

#### Shakhtar Donetsk, Sora e Legnano
Nel 2002 passa allo Šachtar, in Ucraina, come vice di Nevio Scala. Nel dicembre dello stesso anno torna in Italia, alla guida del Sora, dove verrà esonerato durante la stagione successiva, così come a Legnano.

#### Fermana, Monopoli, Noicattaro e Barletta
Seguono poi esperienze alla guida di Fermana in Serie C1, dove subentra a settembre e si dimette con la squadra ultima in classifica a febbraio, Monopoli e Noicattaro in Serie C2, e Barletta in Lega Pro Seconda Divisione successivamente ripescata in Lega Pro Prima Divisione.
Il 25 gennaio 2011 viene esonerato dal Barletta a causa dei risultati deficitari della squadra.

#### Isola Liri
Un anno dopo, il 25 febbraio 2012 viene chiamato alla guida della panchina dell'Isola Liri al posto dell'esonerato Alessandro Grossi, rassegnando le dimissioni quasi due mesi dopo a seguito della pesante sconfitta interna (0-5) col Milazzo.

#### Matera
Nel giugno 2012 accetta l'incarico di allenatore del Matera, squadra che nella stagione 2012-2013 affronta il campionato di Serie D.
Il 19 agosto 2012, poche ore prima dell'incontro di Coppa Italia tra Matera e Bisceglie, Sciannimanico viene esonerato a sorpresa dal presidente Columella, che dichiarerà poi di non essere stato convinto da Sciannimanico, e lo sostituisce il giorno successivo con il tecnico Giancarlo Favarin.
Sciannimanico confesserà poi la sua amarezza per l'esonero, dichiarando di non aver firmato alcun contratto scritto con la società, fidandosi sulla parola del presidente.

#### Equipe Workshop
Nell'estate 2015 allena l'Equipe Workshop 2015, squadra di giocatori in attesa di ingaggio.

#### Ritorno a Bari
Dall'11 luglio 2017 viene nominato nuovo responsabile tecnico del settore giovanile del Bari.

## Palmarès

### Giocatore
- Campionato italiano Serie C: 1

Bari: 1976-1977 (girone C)
- Campionato italiano Serie C2: 1

Reggina: 1983-1984 (girone D)

### Allenatore
- Torneo di Viareggio: 1

Bari: 1997
- Coppa Italia Primavera: 1

Bari: 1997-1998
- Campionato Primavera: 1

Bari: 1999-2000